# KS-1 Komet
Pour les articles homonymes, voir Komet.
Conçu par les bureaux d'études MKB Raduga, le KS-1 Komet ou KS1 (en russe : « КС-1 Комета », comète), désigné par l'OTAN AS-1 « Kennel » était un missile air-surface de courte portée, développé en Union soviétique et transporté exclusivement par les Tupolev Tu-4K « Bull » et surtout Tu-16 « Badger ».
Le KS-1, du russe « крылатый снаряд » (missile avec des ailes), était principalement employé pour des missions antinavires.

## Histoire
Le développement débuta en 1947, en parallèle avec celui d'une version tirée depuis le sol, le S-2 Sopka (OTAN : SSC-2B « Samlet »). Les deux missiles avaient une aérodynamique issue de celle du MiG-15 et furent développés sous le nom de code de « Komet ».
Le KS-1 fut conçu pour être employé contre les navires. Il ressemblait à un MiG-15 rétréci dont le cockpit et les trains d'atterrissage auraient été supprimés. La partie principale était en forme de cigare, avec des ailes en flèche à mi-longueur et des gouvernes de type « avion ». Il était propulsé par un turboréacteur RD-500K produit par Klimov à-partir d'une rétro-ingénierie du moteur britannique Rolls-Royce Derwent. Le guidage était assuré par une unité de navigation inertielle pendant le parcours, suivie par l'emploi d'un radar semi-actif pour la phase d'approche terminale vers la cible. Une charge perce-blindage hautement explosive de 600 kg était embarquée.  

## Carrière opérationnelle
Il est estimé que le Kennel est entré en service en 1955, étant initialement déployé à-partir des Tupolev Tu-4 « Bull » puis des bombardiers stratégiques Tu-16KS « Badger-B », qui en transportaient deux sous leurs ailes. Le missile fut aussi exporté vers l'Égypte et l'Indonésie.
Des sources indiquent que la plupart des Kennel auraient été remplacés par le missile KSR-2 (OTAN : AS-5 « Kelt ») qui fut déployé pour la première fois en 1966. Les derniers KS-1 furent retirés du service en 1969.

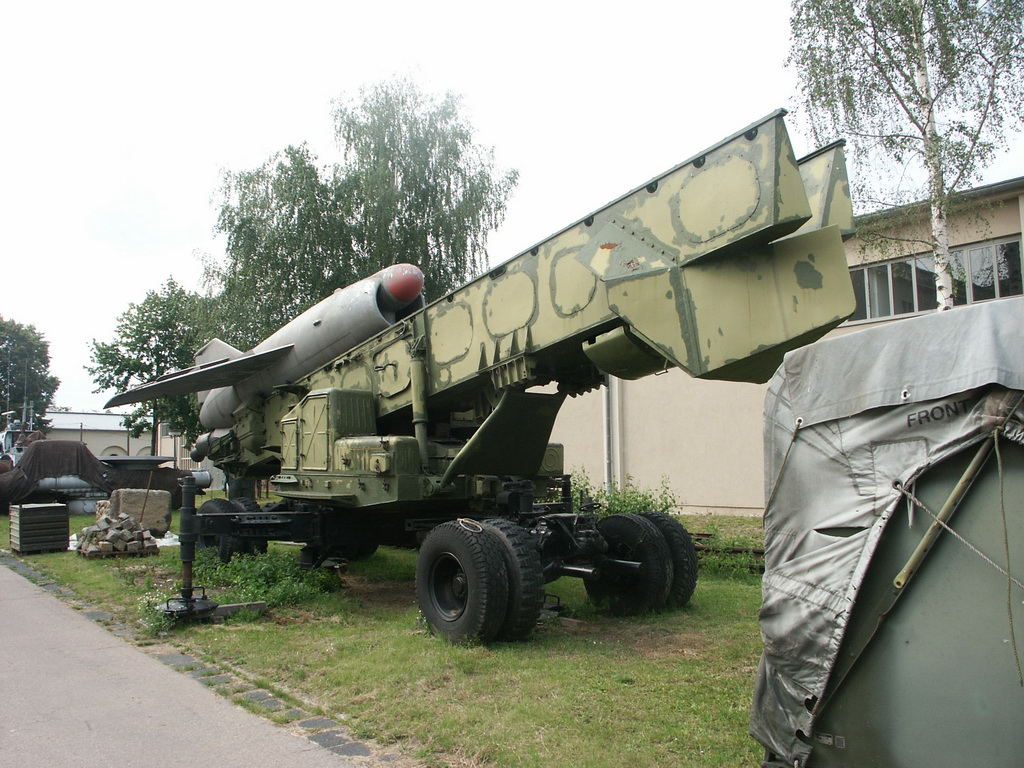
Lanceur terrestre de la version S-2 Sopka du missile.

## Versions
- KS-1 Komet : Version aéroportée, lancée depuis les bombardiers Tupolev Tu-4 « Bull » et Tu-16KS « Badger-B ».
- S-2 Sopka : Version terrestre, tirée depuis des plateformes mobiles.

## Utilisateurs
- Union soviétique
- Égypte
- Indonésie
- Corée du Nord